# Maurycy Mitte

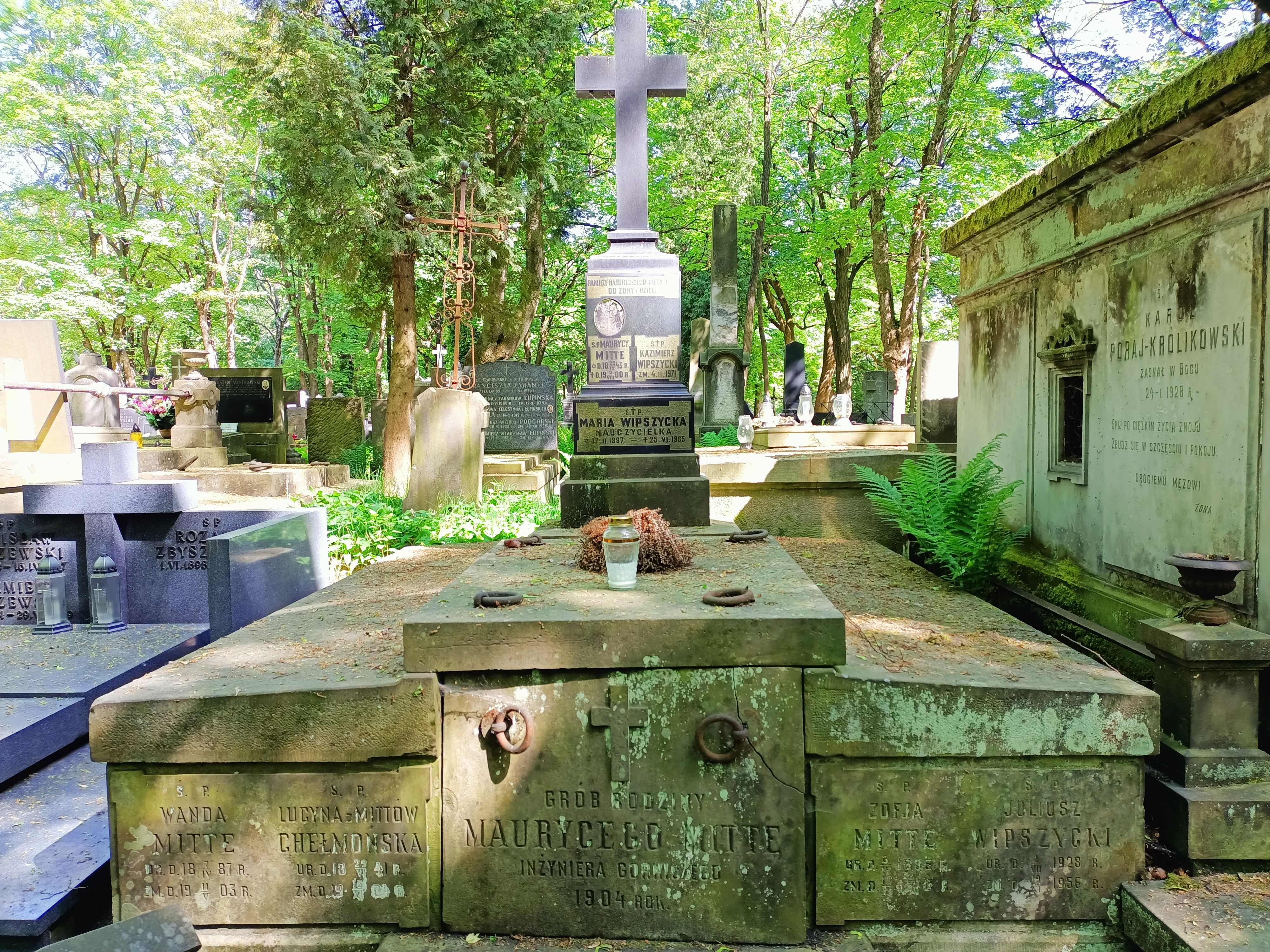
Nagrobek Maurycego Mitte na cmentarzu powązkowskim w Warszawie

Maurycy Mitte (ur. 22 września 1845 w Warszawie, zm. 3 sierpnia 1900 tamże) – polski inżynier górnik, dyrektor Szkoły Technicznej im. H. Wawelberga i S. Rotwanda.

## Życie
Ukończył gimnazjum (1863) i Wydział Fizyczno-Matematyczny Szkoły Głównej w Warszawie (1868) Dyplom magistra matematyki otrzymał w 1870 r. W tym czasie pracował przez krótki czas w Zarządzie Warszawskiego Okręgu Komunikacji. Następnie studiował w Instytucie Górniczym w Petersburgu, który ukończył w 1874, otrzymując dyplom inżyniera górnika. Po odbyciu rocznej praktyki w zakładach górniczych na Uralu i Kaukazie był wykładowcą i profesorem Instytutu Górniczego w Petersburgu (1875-1895). Prowadził zajęcia z rysunku technicznego i budowy maszyn. Zajmował się badaniami hydrogeologicznymi Polesia i Białorusi, które realizował zespół kierowany przez płk Józefa Żylińskiego. W związku z tymi badaniami opracował mapę geologiczną części Białorusi. Jednocześnie publikował w czasopismach polskich i rosyjskich prace na temat geologii, silników spalinowych i inżektorów parowych.
W r. 1895 M. zrezygnował z pracy w Petersburskim Instytucie Górniczym i przeniósł się do Warszawy. Włączył się tam w prowadzone od 1892 starania Stefana Kossutha, Hipolita Wawelberga i Stanisława Rotwanda mające na celu założenie średniej szkoły technicznej w Warszawie. Jako profesor znanej uczelni rosyjskiej otrzymał w 1895 koncesję na prowadzenie prywatnej szkoły technicznej. W latach 1895–1900 pierwszy dyrektor i organizator Średniej Szkoły Mechaniczno-Technicznej Maurycego Mittego (później znanej jako Szkoła Mechaniczno-Techniczna im. H. Wawelberga i S. Rotwanda. Był w niej także wykładowcą geometrii wykreślnej. W okresie, gdy zarządzał placówką, szkoła otrzymała budynki przy ul. Mokotowskiej 4/6 (była ich właścicielem). Początkowo miała dwa wydziały: Mechaniczny i Budowlany. Programy nauczania, trwającego 4 lata, opracowane i wprowadzone przez niego, sprawiły, że przynajmniej od 1897 była to w rzeczywistości prywatna wyższa szkoła techniczna. Mimo wysokiego poziomu nauczania nie udało się mu uzyskać dla szkoły uprawnień szkoły publicznej; być może dlatego że zatrudniał tylko polskich wykładowców. Jednocześnie w latach 1897-1898 popierał starania o utworzenie Instytutu Politechnicznego w Warszawie. Pochowany w grobowcu rodzinnym na Starych Powązkach (katera K, rząd 6, miejsce 14-15).

### Prace Maurycego Mittego
- Motor naftowy systemu Otto "Przegląd Techniczny" 1889,

## Życie prywatne
Był synem urzędnika Królestwa Polskiego Teodora (1794-1876) i Anieli z Pętkowskich. Mąż Bronisławy Laury ze Szpadkowskich (1855-1921). Mieli trzy córki: Zofię Joannę (1888–1910), Wandę (1888–1903) i Marię (1897-1985) żonę Kazimierza Wipszyckiego (1900-1971).

## Literatura
- Jerzy Zimny, Mitte Maurycy (1845-1900), Polski Słownik Biograficzny, t. 21, Wrocław-Warszawa-Kraków-Gdańsk 1976, s. 386-387